# Enciclopedia României
Enciclopedia României este o enciclopedie națională, ale cărei patru din cele șase volume proiectate au intrat sub tipar între 1938 și 1943.
Dimitrie Gusti a gândit Enciclopedia României structurată pe trei mari capitole împărțite în șase volume programate:
a) Organizarea politică-administrativă, în primele două volume (I - Statul; II - Județe și orașe);
b) Economia în următoarele două volume (III - Economia Națională și IV - Întreprinderi și Instituțiuni economice);
c) Cultura în ultimele două volume (V - Cultura Națională și VI - Instituții și personalități culturale).
Editată de Asociația Științifică pentru Enciclopedia României, sub patronajul regelui Carol al II-lea, lucrarea a fost coordonată de profesorul Dimitrie Gusti, beneficiind de contribuțiile lui Nicolae Iorga, Constantin Rădulescu-Motru, Virgil Madgearu, Constantin C. Giurescu, Mircea Vulcănescu, Dan Botta, Constantin Moisil și Cezar Petrescu.
Lucrarea este formată din peste 5.000 de pagini în care se regăsesc 800 de planșe color, 800 de hărți, 6.000 de fotografii, fotogravuri, planșe etc. Cele patru volume apărute sunt împărțite după cum urmează:
- volumul 1 este intitulat “Statul" și este dedicat prezentării istoriei, geografiei, regimului politic, sistemului juridic, administrativ, religios, diplomatic al României;
- volumul 2 are titlul “Țara Românească" și prezintă regimul administrativ al acestei provincii;
- volumul 3 se numește “Economia națională. Cadre și producția" și urmărește o descriere a geografiei economice, a populație, legislației economice și a producției, amintită prin industriile care o compun;
- volumul 4 este intitulat “Economia națională. Circulație, distribuție și consum"; temele abordate sunt transportul și comunicațiile comerțul interior și exterior, unitățile și titlurile de valoare, creditul, finanțele publice, consumul.

Enciclopedia României a fost republicată la finalul anului 2010, în contextul unui proiect sprijinit de Universitatea „Petre Andrei” din Iași.

## Literatură suplimentară
- Noroc, Larisa. „Enciclopedia României” – operă de renaștere națională (1938–1943). In: Enciclopedica. Revista de istorie a științei și studii enciclopedice. 2013, nr. 2(5), pp. 60-66. ISSN 1857-365X.